# Phytocoris nobilis
Phytocoris nobilis är en insektsart som beskrevs av Stonedahl 1984. Phytocoris nobilis ingår i släktet Phytocoris och familjen ängsskinnbaggar. Inga underarter finns listade i Catalogue of Life.